# Tình yêu gà bông
Tình yêu gà bông, hay còn gọi là crush, là một cách gọi thân mật để chỉ đến những rung động về tình cảm, cảm xúc cảm xúc ở tuổi thơ ấu và tuổi thanh thiếu niên. Sở dĩ được gọi là gà bông bởi tình yêu lúc này vô cùng nhí nhảnh, dễ thương và không kém phần ngây ngô, trong sáng, hồn nhiên của tuổi mới lớn. Cách sử dụng tên con vật đáng yêu để gọi như gà bông, gấu, thỏ, cún con... hoặc đơn giản là crush nhằm biểu thị sự khác biệt với những mối quan hệ khác mà không phải mối quan hệ với ai cũng có thể gọi như vậy. Tình yêu gà bông là một trải nghiệm phổ biến trong quá trình trưởng thành của một con người.